# Araneus breviscapus
Espèce
Araneus breviscapus est une espèce d'araignées aranéomorphes de la famille des Araneidae.

## Distribution
Cette espèce est endémique du Yunnan en Chine,. Elle se rencontre dans les xians de Tengchong, de Fugong et de Longling et le district de Longyang.

## Description
Le mâle holotype mesure 2,67 mm et la femelle paratype 4,85 mm.

## Systématique et taxinomie
Cette espèce a été décrite par Liu, Li, Mi et Peng en 2022.

## Publication originale
- Liu, Li, Mi & Peng, 2022 : « Three new spider species of Araneus Clerck, 1757 (Araneae, Araneidae) from the Gaoligong Mountains of Yunnan, China. » Zootaxa, no 5200(6), p. 576-586.